# Henk Nijdam
Hendrik „Henk“ Nijdam (* 26. September 1935 in Eelderwolde, Provinz Groningen; † 30. April 2009 in Breda) war ein niederländischer Radsportler.

## Sportliche Laufbahn
Seinen ersten Sieg bei den Amateuren erzielte Nijdam erst als 21-Jähriger im Jahre 1957, weitere Erfolge bei Amateurrennen folgten. 1960 wurde er erstmals niederländischer Amateur-Meister in der Einerverfolgung; bis zum Ende seiner Sportkarriere wurde er insgesamt noch fünf Mal nationaler Meister in dieser Disziplin als Profi. Ebenfalls 1960 startete er gemeinsam mit Jaap Oudkerk, Theo Nikkessen und Piet van der Lans in der Mannschaftsverfolgung bei den Olympischen Sommerspielen 1960 in Rom, wo der niederländische Vierer den fünften Platz belegt. Bei den Weltmeisterschaften im selben Jahr in Leipzig wurde er Vize-Weltmeister in der Einerverfolgung. 1961 wurde er in dieser Disziplin Weltmeister bei den Amateuren und 1962 bei den Profis.
Bevor Nijdam 1962 seine Profikarriere begann, gewann er die Olympia’s Tour und eine Etappe der Internationalen Friedensfahrt, bei der er im gelben Trikot des Führenden der Gesamtwertung nach einem  Sturz auf der 7. Etappe ausschied.  Anschließend unterschrieb er seinen ersten Vertrag beim Team Flandria.
Ab 1963 bestritt Henk Nijdam vorwiegend Straßenrennen. Er nahm sechsmal an der Tour de France teil und gewann 1964 und 1966 jeweils eine Etappe und platzierte sich nur 1965 als 50. und 1966 als 73. im Gesamtklassement. Bei seiner letzten Teilnahme an der Tour de France 1969 erhielt Nijdam eine Zeitstrafe von 15 Minuten wegen Dopings.
Zweimal startete Nijdam bei der Vuelta a España. 1966 entschied er zwei Etappen und eine Halbetappe für sich, 1967 eine weitere, konnte die Rundfahrten jedoch beide Male nicht beenden. Nijdam bestritt auch eine Reihe von Sechstagerennen, vorwiegend in Deutschland. 
1969 trat Henk Nijdam vom aktiven Radsport zurück.

## Diverses
1962 wurde Nijdam in seinem Heimatland zum Sportler des Jahres gekürt. Sein Sohn Jelle wurde später ebenfalls Profiradsportler, der bei der Tour de France 1987 und 1988 auf drei Etappen das Gelbe Trikot trug.
Seit 2013 ist ein Damm für Wanderer und Fahrradfahrer im Erholungsgebiet Hoornseplas nahe seinem Geburtsort Eederswolde nach ihm Nijdam benannt.

## Erfolge

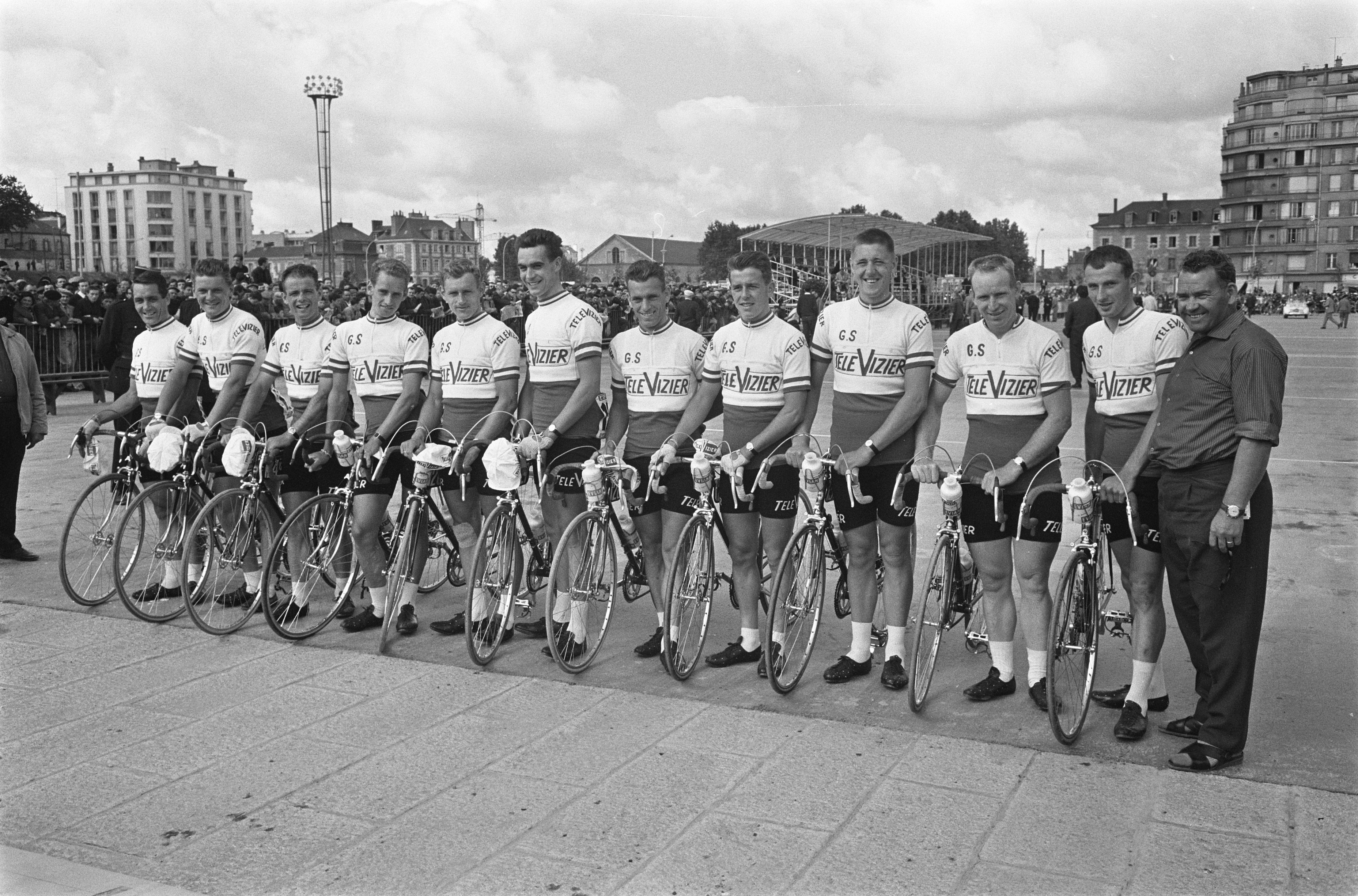
Nijdem (5.v.l.) als Mitglied des Televizier-Teams bei der Tour 1964

### Straße
1962
- eine Etappe Friedensfahrt
- Gesamtwertung und eine Etappe Olympia’s Tour

1964
- eine Etappe Tour de France

1965
- Mannschaftszeitfahren Paris–Nizza

1966
- zwei Etappen und eine Halbetappe Vuelta a España
- zwei Etappen Tour de France
- Nationale Sluitingsprijs

1967
- eine Etappe Vuelta a España

### Bahn
1960
- Amateur-Weltmeisterschaft – Einerverfolgung
- Niederländischer Amateur-Meister – Einerverfolgung

1961
- Amateur-Weltmeister – Einerverfolgung

1962
- Weltmeister – Einerverfolgung
- Niederländischer Meister – Einerverfolgung

1964
- Niederländischer Meister – Einerverfolgung

1965
- Niederländischer Meister – Einerverfolgung

1966
- Niederländischer Meister – Einerverfolgung

## Grand-Tour-Platzierungen
| Grand Tour            | 1964 | 1965 | 1966 | 1967 | 1968 |
| --------------------- | ---- | ---- | ---- | ---- | ---- |
| Vuelta a EspañaVuelta | –    |      | DNF  | DNF  | –    |
| Giro d’ItaliaGiro     | –    | –    | –    | –    | –    |
| Tour de FranceTour    | 66   | 50   | 73   | DNF  | DNF  |